# بيلي بايبر
بيلي بول بايبر (بالإنجليزية: Billie Paul Piper)‏ وإسمها عند الولادة ليان بول بيبر (بالإنجليزية: Leian Paul Piper)‏ وهي ممثلة ومغنية وراقصة إنجليزية بريطانية ولدت في يوم 22 سبتمبر 1982 في مدينة سويندون في إنجلترا في المملكة المتحدة، مثلت في مسلسل دكتور هو ومسلسل بيني دريدفول.

## روابط خارجية
- بيلي بايبر على موقع IMDb (الإنجليزية)
- بيلي بايبر على موقع ميتاكريتيك (الإنجليزية)
- بيلي بايبر على موقع روتن توميتوز (الإنجليزية)
- بيلي بايبر على موقع قاعدة بيانات الأفلام العربية
- بيلي بايبر على موقع ألو سيني (الفرنسية)
- بيلي بايبر على موقع ميوزك برينز (الإنجليزية)
- بيلي بايبر على موقع تيرنر كلاسيك موفيز (الإنجليزية)
- بيلي بايبر على موقع أول موفي (الإنجليزية)
- بيلي بايبر على موقع قاعدة بيانات برودواي على الإنترنت (الإنجليزية)
- بيلي بايبر على موقع إن إن دي بي (الإنجليزية)